# Phyllomacromia insignis
Phyllomacromia insignis là loài chuồn chuồn trong họ Macromiidae. Loài này được Kirby mô tả khoa học đầu tiên năm 1889.